# بني طوق (خولان)

تعديل مصدري - تعديل

بني طوق هي إحدى قرى عزلة الاعروش بمديرية خولان التابعة لمحافظة صنعاء، بلغ تعداد سكانها 330 نسمة حسب تعداد اليمن لعام 2004.